# Schlacht um Narvik
Die Schlacht um Narvik fand vor und im bis dato neutralen Norwegen ab dem 9. April 1940 infolge der wetterbedingt nahezu gleichzeitig ausgelösten britischen Operation Wilfred und dem deutschen Unternehmen Weserübung hauptsächlich in Form von zwei verlustreichen Seegefechten statt. Dabei verlor die deutsche Kriegsmarine alle zehn vor dem wichtigen Eisenerz-Hafen Narvik eingesetzten Zerstörer gegen die überraschend eingreifende Royal Navy. Die Kämpfe an Land waren weniger blutig, aber länger. Die angelandeten Landstreitkräfte der Deutschen, verstärkt durch die Besatzungen der versenkten Schiffe („Gebirgsmarine“) sowie später mit Luftlandetruppen, nahmen zwar die Stadt ein, waren aber auf Dauer zahlenmäßig unterlegen, denn die Alliierten konnten bei Narvik weitgehend ungehindert Verstärkung anlanden und wurden zusammen mit den Norwegern in der Region etwa fünffach so stark. Allerdings waren in südlichen Teilen Norwegens die deutschen Offensiven erfolgreich, so dass der Zweite Weltkrieg zu Lande bis zum 10. Mai 1940 nur um Narvik zwischen Briten, Franzosen, Polen und Norwegern sowie Deutschen ausgefochten wurde. Diese mussten sich Ende Mai zwar entlang der Erzbahn ins Landesinnere bis Bjørnfjell an der schwedischen Grenze zurückziehen, aber nach Beginn des Westfeldzuges und der sich bei Dünkirchen abzeichnenden Niederlage beschlossen die Verbündeten am 24. Mai neben der Operation Dynamo auch die Operation Alphabet, mit der bis zum 8. Juni 1940 die Expeditionskräfte aus Nordnorwegen abgezogen wurden. Narvik wurde wieder von den Deutschen besetzt, Norwegen kapitulierte am 10. Juni.

## Vorgeschichte
Um die Transportwege für die wichtigen Eisenerzlieferungen aus Schweden zu sichern, wurde im deutschen Oberkommando schon lange vor Kriegsbeginn die Besetzung Norwegens erwogen. Konkrete Pläne dafür legte der Oberbefehlshaber der Kriegsmarine, Großadmiral Raeder, bereits im Oktober 1939 vor. Die Alliierten hatten mit der Operation Wilfred ebenfalls Pläne entwickelt, Norwegen zu besetzen und das Deutsche Reich so vom Erznachschub aus Schweden abzuschneiden. Als die deutsche Führung hiervon Kenntnis erlangte, sah sie sich Anfang April 1940 genötigt, entgegen den ursprünglichen gegen die Sowjetunion gerichteten Kriegsplanungen kurzfristig und schlecht vorbereitet die Besetzung Norwegens durchzuführen, was sich in den improvisierten Transportkapazitäten und in hohen Verlusten unter den eingesetzten Kriegsschiffen niederschlug. Anscheinend kamen die deutschen Truppen einer alliierten Landung nur um Stunden zuvor. Offiziell war das Eingreifen des britisch-französischen Korps an die Bedingung einer deutschen Invasion geknüpft gewesen.
Die norwegische Hafenstadt Narvik war besonders wichtig, da sie einen ganzjährig eisfreien Hafen hat, über den ein Großteil des Eisenerzes verschifft wurde. Das Erz wurde aus den Minen im nahegelegenen schwedischen Kiruna per Eisenbahn nach Narvik transportiert.

## Die deutsche Besetzung Narviks
Die Besetzung Narviks war die Aufgabe der Kriegsschiffgruppe 1, bestehend aus zehn Zerstörern unter Kommodore Friedrich Bonte mit 2000 eingeschifften Gebirgsjägern des durch Artillerie- und Aufklärungseinheiten der Division verstärkten Gebirgsjäger-Regiments 139 (Oberst Alois Windisch) der 3. Gebirgs-Division unter dem Kommando von Generalmajor Eduard Dietl an Bord. Sie erreichte gegen 4:00 Uhr am 9. April den Eingang des Ofotfjordes, wo sich die Gruppe aufteilte: Drei Zerstörer wurden zur Niederkämpfung von Befestigungsanlagen abgestellt, vier weitere zur Besetzung des Truppenübungsplatzes Elvegårdsmoen bei Bjerkvik am Nordostende des Herjangsfjords. Kommodore Bonte hielt mit den restlichen drei Schiffen auf Narvik zu.
Das 40 Jahre alte norwegische Küstenpanzerschiff Eidsvold legte sich der deutschen Flottille in den Weg, woraufhin Bonte einen Unterhändler zum norwegischen Kommandanten, Fregattenkapitän Odd Isachsen Willoch, schickte. Als Willoch sich weigerte, den deutschen Verband passieren zu lassen, schoss der Zerstörer Wilhelm Heidkamp zwei Torpedos, die die Eidsvold trafen und explodieren ließen. Nur sechs Besatzungsmitglieder überlebten. Das Schwesterschiff Norge, dessen Kommandant Per Askim noch von Willoch über das deutsche Eindringen informiert worden war, hielt aus einem Nebenfjord auf den Hafen zu und traf auf den deutschen Zerstörer Bernd von Arnim, der im Begriff war, zur Anlandung der auf ihm eingeschifften Truppen an der Pier anzulegen. Beide Schiffe eröffneten Artilleriefeuer aufeinander, erzielten aber keine Treffer. Die Bernd von Arnim schoss dann insgesamt sechs Torpedos auf die Norge, von denen zwei trafen und das Schiff in weniger als einer Minute sinken ließen. Nur etwa 90 Besatzungsmitglieder überlebten. Auf den beiden norwegischen Schiffen starben insgesamt etwa 300 Mann.
Die Besetzung des Hafens und der Stadt verlief danach kampflos. Der Standortkommandant von Narvik, Oberst Sundlo, war ein Sympathisant der Nasjonal Samling unter Quisling und übergab die Stadt ohne Gegenwehr. Einer norwegischen Einheit von ca. 250 Mann unter dem Kommando von Major Sverre Spjeldnes gelang, in Richtung Osten an den Bahngleisen entlang, die Flucht aus der Stadt.
Allerdings ging dennoch ein deutsches Schiff verloren: der Frachter Bockenheim, der, da nicht in die Planung der Kriegsmarine einbezogen, eher zufällig in Narvik lag, wurde von seiner Besatzung in Brand gesteckt und auf Grund gesetzt, da diese die einlaufenden Zerstörer für ein britisches Geschwader hielt.

## Der erste Angriff der britischen Marine
Der ursprüngliche Zeitplan sah vor, dass Bonte mit seinen Zerstörern nach der Übernahme von Treibstoff noch am 9. April wieder auslaufen und nach Deutschland zurückkehren sollte. Der Tanker Kattegatt hatte sich verspätet und war von dem norwegischen Wachschiff Nordkap am 9. April am Eingang zum Narvik-Fjord beschossen worden und hatte sich selbst versenkt, so dass zum Betanken nur noch die Jan Wellem eingetroffen war. Dadurch verzögerte sich die Versorgung des Verbandes bis zum nächsten Tag. Bonte ließ drei Zerstörer vorgeschobene Wachpositionen im Fjord einnehmen, einen davon direkt am Eingang.
Währenddessen erreichte am Abend des 9. April eine aus fünf Zerstörern bestehende britische Flottille den Eingang zum Ofotfjord. Ihre Aufgabe war es, den Hafen vor einem deutschen Zugriff zu bewachen. Als beim Befehlshaber Bernard Warburton-Lee unklare Meldungen über die Lage in Narvik eingingen, wartete er zunächst ab. Als er die Meldung erhielt, dass ein deutscher Zerstörerverband von sechs Schiffen sowie ein U-Boot im Hafen liege, entschloss er sich zum Angriff in den frühen Morgenstunden des 10. April.

### Streitkräfte im ersten Gefecht vor Narvik
| Befehlshaber  | Schiffe | Bewaffnung (pro Schiff)                         |
| ------------- | --- | ----------------------------------------------- |
| Bonte         | Zerstörer Wilhelm Heidkamp, Hermann Künne, Hans Lüdemann, Diether von Roeder, Anton Schmitt, Bernd von Arnim, Erich Giese, Erich Koellner, Georg Thiele, Wolfgang Zenker | 5 × 12,7-cm-Geschütze, 8 Torpedorohre           |
| Warburton-Lee | Zerstörer Hardy (Flottillenführer), Havock, Hostile, Hotspur, Hunter | 4 × (Hardy 5 ×) 12-cm-Geschütze, 8 Torpedorohre |

### Gefechtsverlauf
Bei äußerst schlechten Sichtverhältnissen durch Schneefall liefen die fünf britischen Zerstörer, von dem den Eingang bewachenden deutschen Schiff unentdeckt, gegen 1:00 Uhr in den Fjord ein. Die beiden anderen deutschen Zerstörer bemerkten die Briten nicht, die gegen 4:45 Uhr den Hafen erreichten. Warburton-Lee detachierte zwei Einheiten zur Bekämpfung von vermuteten Landbatterien auf der Landzunge Framnes, die aber von den Norwegern bereits unbrauchbar gemacht worden waren; die drei übrigen (Hardy, Hunter und Havock) eröffneten um 4:20 Uhr das Feuer auf die deutschen Schiffe, die von dem Angriff völlig überrascht wurden. Die Wilhelm Heidkamp mit Kommodore Bonte und die Anton Schmitt (3. Zerstörerflottille) unter Korvettenkapitän Friedrich Böhme sanken in den ersten Minuten des Gefechtes durch Torpedotreffer. Die Hans Lüdemann (3. Zerstörerflottille) und die Hermann Künne (3. Zerstörerflottille), die gerade von der Jan Wellem Öl bunkerten, wurden wie die an der Pier liegende Diether von Roeder (3. Zerstörerflottille) durch Artillerietreffer beschädigt. Damit waren bei der 3. Zerstörerflottille unter Fregattenkapitän Gadow bereits alle Schiffe der Flottille entweder versenkt oder schwer beschädigt worden. Die britischen Zerstörer entgingen einem aus dem Hafen heraus geschossenen Torpedofächer nur deshalb, weil die Tiefeneinstellung dieser Torpedos nicht mehr geändert worden war (die Torpedos waren auf 4 m zur Bekämpfung feindlicher Großkampfschiffe eingestellt und nicht auf nur 2 m für Zerstörer) und die Torpedos daher unter den britischen Schiffen durchliefen.
Warburton-Lee glaubte, die deutsche Streitmacht entscheidend getroffen zu haben, da er zu diesem Zeitpunkt noch von der Anwesenheit von nur sechs deutschen Einheiten ausging. Er machte sich daher mit seinen unbeschädigten Schiffen auf den Rückweg, traf dabei aber auf die deutschen Zerstörer Wolfgang Zenker, Erich Giese und Erich Koellner, die zu Gefechtsbeginn im Herjangsfjord gelegen hatten, sowie die Georg Thiele und die Bernd von Arnim, die aus Richtung Ballangen kamen. Die deutschen Zerstörergruppen hatten erst nach 5:00 Uhr Meldungen über das Gefecht erhalten, waren daraufhin ausgelaufen und konnten den britischen Verband von zwei Seiten angreifen, wobei die beiden von Ballangen aus anlaufenden Zerstörer das Seekriegsmanöver „Crossing the T“ gegen die ablaufenden Briten durchführen konnten. Dabei konnten sie ihre gesamten Breitseiten von je fünf Geschützen gegen die beiden Buggeschütze des britischen Führungsbootes einsetzen. Der Flottillenführer Hardy war somit zunächst alleine diesem Feuer ausgesetzt und erhielt schwere Treffer, wurde manövrierunfähig und strandete in seichtem Wasser. 70 Besatzungsmitglieder kamen um, Warburton-Lee wurde schwer verwundet und verstarb kurz darauf. Das zweite Schiff in der britischen Linie, die Hunter, wurde in Brand geschossen, und die folgende Hotspur erhielt einen Treffer in die Ruderanlage und konnte nicht mehr ausweichen. Sie rammte ihr Schwesterboot Hunter, das daraufhin sank. Die beiden übrigen britischen Zerstörer Hostile und Havock konnten die Georg Thiele und die Bernd von Arnim durch ihre Artillerie beschädigen, bevor sie sich mit der schwer beschädigten Hotspur zurückzogen, wobei sie nur mit großem Glück den fünf in diesen Gewässern befindlichen deutschen U-Booten entgingen. Die deutschen Schiffe brachen wegen Brennstoffknappheit das Gefecht ab.

### Ergebnis
| Deutsche Schiffe   | Schicksal         |
| ------------------ | ----------------- |
| Wilhelm Heidkamp   | Versenkt          |
| Anton Schmitt      | Versenkt          |
| Diether von Roeder | Schwer beschädigt |
| Bernd von Arnim    | Beschädigt        |
| Hermann Künne      | Beschädigt        |
| Hans Lüdemann      | Beschädigt        |
| Georg Thiele       | Beschädigt        |
| Erich Koellner     | keine Schäden     |
| Erich Giese        | keine Schäden     |
| Wolfgang Zenker    | keine Schäden     |

| Britische Schiffe | Schicksal     |
| ----------------- | ------------- |
| HMS Hardy         | Versenkt      |
| HMS Hunter        | Versenkt      |
| HMS Hotspur       | Beschädigt    |
| HMS Havock        | keine Schäden |
| HMS Hostile       | keine Schäden |

Auf ihrem Weg zum Fjordausgang trafen die Briten noch auf den deutschen Versorger Rauenfels, den sie enterten und sprengten, nachdem die Besatzung von Bord gegangen war. Das U-Boot U 51 griff den britischen Zerstörerverband beim Einlaufen in den Fjord an, später zusammen mit U 25 noch einmal die verbliebenen drei Zerstörer beim Auslaufen. Alle Angriffe schlugen aufgrund von Torpedoversagern fehl.
Während des britischen Torpedoangriffes im Hafen von Narvik wurden unter anderem der deutsche Frachter Planet und die britische Blythmoor getroffen und sanken.

## Die Tage nach dem Gefecht
Nach dem Tod Bontes führte Fregattenkapitän Bey das Kommando über die verbliebenen deutschen Einheiten. Die Diether von Roeder war nicht mehr seefähig; die anderen Schiffe wurden notdürftig mit Bordmitteln repariert. Am Nachmittag befahl Großadmiral Raeder den Rückzug des restlichen Verbandes nach Deutschland. Bey stieß zunächst nur mit den unbeschädigten Erich Giese und Wolfgang Zenker vor und sichtete den Leichten Kreuzer Penelope mit acht Zerstörern, die die Royal Navy im Verlauf des 10. April entsandt hatte, um den Eingang des Fjordes zu sperren. Er funkte daraufhin nach Berlin, dass ein Ausbruch unmöglich sei.
Am 11. April lief die Penelope bei der Verfolgung eines weiteren deutschen Versorgers auf einen Felsen und wurde so schwer beschädigt, dass sie von einem Zerstörer abgeschleppt werden musste. Der für den nächsten Tag geplante Angriff des Verbandes auf die restlichen deutschen Schiffe vor Narvik konnte so nicht durchgeführt werden. Stattdessen nahm nun das Schlachtschiff Warspite mit vier Zerstörern Kurs in Richtung Narvik. Am Nachmittag des 13. April lief das Schlachtschiff mit fünf weiteren Zerstörern aus dem Penelope-Verband unter dem Kommando des Vizeadmirals William Whitworth in den Ofotfjord ein.
Bey, der durch die deutsche Funkaufklärung vor dem Angriff gewarnt worden war, plante, seine sieben teils nur eingeschränkt seetüchtigen Schiffe in Nebenfjorde zu verlegen und die britischen Einheiten aus dem Hinterhalt anzugreifen. Der Treibstoffmangel verzögerte dies jedoch; nur Z 19 Hermann Künne und Z 13 Erich Koellner hatten angesichts der zu erwartenden Übermacht des Gegners einen großen Teil ihrer Besatzung bis auf Geschützbedienungen und eine Maschinenwache an Land gebracht und sich auf den Weg zu ihren Positionen gemacht, als sie das britische Schlachtschiff gegen 13:00 Uhr sichteten.

## Der zweite britische Angriff

### Streitkräfte
| Befehlshaber | Schiffe | Bewaffnung (pro Schiff)                                                                                     |
| ------------ | --- | --- |
| Bey          | Zerstörer Bernd von Arnim, Erich Giese, Erich Koellner, Hermann Künne, Hans Lüdemann, Diether von Roeder, Georg Thiele, Wolfgang Zenker | 5 × 12,7-cm-Geschütze, 8 Torpedorohre                                                                       |
| Whitworth    | Schlachtschiff Warspite, Zerstörer Bedouin, Cossack, Eskimo, Punjabi, Forester, Foxhound, Hero, Icarus, Kimberley                       | 8 × 38,1-cm- und 12 × 15,2-cm-Geschütze (Warspite) 4-8 × 12-cm-Geschütze, 4 bis 10 Torpedorohre (Zerstörer) |

### Gefechtsverlauf

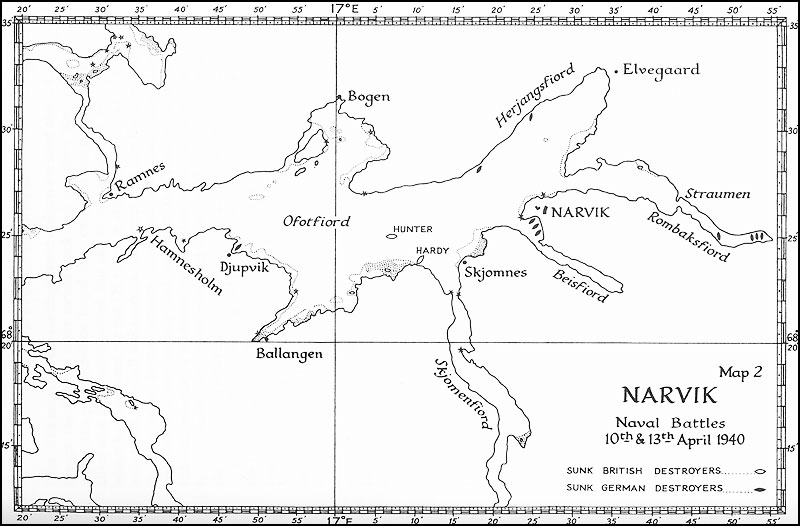
Britische Karte mit den verzeichneten Schiffswracks

Die Hermann Künne und die Erich Koellner wurden vom Bordflugzeug der Warspite, einem Fairey-Swordfish-Schwimmerflugzeug, entdeckt und gemeldet. Die Erich Koellner sank nach mehreren Treffern der Warspite und der Zerstörer Eskimo und Bedouin. Der Kommandant der Hermann Künne lief nach Verbrauch der verbliebenen Munition in den Herjangsfjord und setzte sein Schiff auf Grund, um mit der Besatzung das Ufer zu erreichen. Dort wurde das Wrack durch einen Torpedo zerstört. Vor dem Hafen von Narvik wurden die Erich Giese und die bewegungsunfähig an der Pier liegende Diether von Roeder zerstört, letztere durch die eigene Besatzung gesprengt. Dabei wurde die Cossack beschädigt und lief auf Grund. Ein gleichzeitig durchgeführter Luftangriff von zehn Trägerflugzeugen der Furious erzielte keine Treffer, zwei Swordfishs wurden dabei abgeschossen. Das Bordflugzeug der Warspite versenkte währenddessen das U-Boot U 64.
Die restlichen vier Zerstörer (Georg Thiele, Wolfgang Zenker, Bernd von Arnim und Hans Lüdemann) hatten sich in den Rombaksfjord nordöstlich von Narvik zurückgezogen. Nachdem die Wolfgang Zenker, die Bernd von Arnim und die Hans Lüdemann ihre Munition verschossen hatten, wurden sie zur Rettung der Besatzungen am östlichen Ende des Fjordes auf Grund gesetzt, während die Georg Thiele die Deckung übernahm und im Rombaksfjord querliegend den britischen Verband aufhielt. Dabei erhielt der nachsetzende britische Zerstörer Eskimo einen schweren Torpedotreffer, der ihm das Vorschiff abriss. Als die Georg Thiele keine Munition mehr hatte, wurde sie auf der Südseite des Fjordes auf Grund gesetzt.
Das Achterschiff der in zwei Teile zerbrochenen Hans Lüdemann war nach der Sprengung des Bootes wieder aufgeschwommen und wurde von einem britischen Enterkommando betreten. Da sich die Bergung des Wracks als unmöglich herausstellte, wurde es durch einen Torpedo zerstört. Damit waren zehn deutsche Zerstörer in Narvik verloren.
Nach der erfolgreichen Bergung der beiden beschädigten britischen Zerstörer verließ Whitworth den Ofotfjord am Abend des 13. April, da er vom Vorhandensein deutscher U-Boote ausging. Tatsächlich war die Warspite beim Einlaufen in den Ofotfjord nur knapp einem Torpedoangriff entgangen, da das angreifende U 46 kurz vor dem Abschuss seiner Torpedos auf eine Untiefe auflief und den Angriff abbrechen musste.

### Ergebnis
| Deutsche Schiffe   | Schicksal                    |
| ------------------ | ---------------------------- |
| Erich Giese        | Versenkt                     |
| Erich Koellner     | Versenkt                     |
| Diether von Roeder | Selbstversenkt               |
| Bernd von Arnim    | auf Grund gesetzt / zerstört |
| Hermann Künne      | auf Grund gesetzt / zerstört |
| Hans Lüdemann      | auf Grund gesetzt / zerstört |
| Georg Thiele       | auf Grund gesetzt / zerstört |
| Wolfgang Zenker    | auf Grund gesetzt / zerstört |

| Britische Schiffe | Schicksal         |
| ----------------- | ----------------- |
| HMS Warspite      | keine Schäden     |
| HMS Eskimo        | Schwer beschädigt |
| HMS Cossack       | Beschädigt        |
| HMS Bedouin       | keine Schäden     |
| HMS Punjabi       | keine Schäden     |
| HMS Forester      | keine Schäden     |
| HMS Foxhound      | keine Schäden     |
| HMS Hero          | keine Schäden     |
| HMS Icarus        | keine Schäden     |
| HMS Kimberley     | keine Schäden     |

Im Rahmen des zweiten Gefechtes kam es zu erfolglosen U-Boot-Angriffen. U 25 griff den britischen Verband sowohl beim Ein- als auch beim Auslaufen an. Am 14. April attackierten U 25 und U 48 die Warspite. Alle Angriffe scheiterten an Torpedoversagern.

## Folgen der Seegefechte
Alle zehn eingesetzten deutschen Zerstörer wurden entweder vernichtet oder mussten sich selbst versenken. Dieses Ergebnis war eine Folge mangelnder Luftunterstützung, vieler Torpedoversager auf deutscher Seite sowie der Tatsache, dass die Zerstörergeschütze bei Entfernungen von über 3 Seemeilen kaum wirksam waren. Die etwa 2600 überlebenden Besatzungsmitglieder der deutschen Zerstörer wurden unter dem Kommando von Fregattenkapitän Fritz Berger, dem bisherigen Chef der 1. Zerstörerflottille, in vier Bataillonen im sogenannten Marineregiment Narvik (am 18. April umbenannt in Marine-Regiment Berger) zusammengefasst und den Gebirgstruppen General Dietls unterstellt. Diese Truppen waren nun von jeglichem Nachschub abgeschnitten: die deutschen Versorgungsschiffe waren versenkt oder aufgebracht worden, und die Briten besaßen die uneingeschränkte Seeherrschaft in den Gewässern vor Nordnorwegen. So konnte die Warspite mit drei Kreuzern am 24. April ungehindert deutsche Stellungen in Narvik unter Beschuss nehmen. Der Mangel an Nachschub sollte eine bedeutende Rolle für die folgenden Kämpfe an Land spielen.
Am Tag nach dem zweiten Gefecht begann die Landung von alliierten Truppen im Raum Harstad im Vågsfjord und dessen Seitenarmen wie dem Salangen. Eine direkte Landung in Narvik hielt der britische Generalstab für zu riskant.

### Marine-Bataillone
Unter dem Marine-Regiment Berger zum Schutz der Erzbahn:
- Marine-Bataillon Holtorf: das Bataillon wurde am 18. April 1940 als Kampftruppe mit drei Kompanien aufgestellt, unter das Kommando des ehemaligen Kommandanten der Diether von Roeder, Korvettenkapitän Erich Holtorf, gestellt und im Juli 1940 aufgelöst
- Marine-Bataillon Thiele: das Bataillon wurde am 18. April 1940 als Kampftruppe mit drei Kompanien aus den den Untergang überlebenden Besatzungsmitglieder der Georg Thiele aufgestellt und im Juli 1940 aufgelöst
- Marine-Bataillon Zenker: das Bataillon wurde am 18. April 1940 als Kampftruppe mit zwei Kompanien aus den den Untergang überlebenden Besatzungsmitglieder der Wolfgang Zenker aufgestellt und im Juli 1940 aufgelöst
- Marine-Bataillon Arnim: das Bataillon wurde am 18. April 1940 als Kampftruppe mit zwei Kompanien aus den den Untergang überlebenden Besatzungsmitglieder der Bernd von Arnim aufgestellt, unter das Kommando des ehemaligen Kommandanten des Zerstörers, Korvettenkapitän Curt Rechel, gestellt; zum Schutz des Abschnitts Bjørnfjell (an der schwedischen Grenze) und im Juli 1940 aufgelöst

Weitere Marine-Bataillone waren:
- Marine-Bataillon Erdmenger: das Bataillon wurde am 18. April 1940 als Kampftruppe mit zwei Kompanien aus den den Untergang überlebenden Besatzungsmitglieder der Wilhelm Heidkamp aufgestellt, unter das Kommando des ehemaligen Kommandanten des Zerstörers, Korvettenkapitän Hans Erdmenger, gestellt und im Juli 1940 aufgelöst
- Marine-Bataillon von Freytag-Loringhoven: das Bataillon wurde am 18. April 1940 als Kampftruppe mit zwei Kompanien aufgestellt und im Juli 1940 aufgelöst. Das Bataillon bestand unter dem ehemaligen Ersten Offiziers der Diether von Roeder, Heinrich Freytag von Loringhoven (* 1907).
- Marine-Bataillon Kothe: das Bataillon wurde am 18. April 1940 als Kampftruppe mit 300 Mann auf den den Untergang überlebenden Besatzungsmitglieder Hermann Künne aufgestellt, unter das Kommando des ehemaligen Kommandanten des Zerstörers, Korvettenkapitän Friedrich Kothe, gestellt und im Rahmen des Gebirgsjägerregiments 139 unter Oberst Windisch für den Küstenschutz des Herjangsfjords eingesetzt; im Juli 1940 aufgelöst

## Der Kampf an Land
Die Alliierten – Polen, Frankreich, Großbritannien und Norwegen – landeten 24.500 Mann, darunter Marineinfanteristen, französische Fremdenlegionäre und polnische Gebirgsjäger, die anschließend bis Narvik vordrangen. Ihnen standen lediglich 4.600 Deutsche (2.000 Gebirgsjäger und 2.600 Mann von den gesunkenen Zerstörern) unter Generalleutnant Eduard Dietl gegenüber. Das Kräfteverhältnis stand so eindeutig zugunsten der Alliierten, dass Hitler am 17. April den deutschen Truppen den Befehl geben wollte, sich in Schweden internieren zu lassen. Nach Intervention des Führungsstabes des Heeres erhielt Dietl den Befehl, die Stadt zu verteidigen.
Am 24. April begannen zunächst norwegische Verbände unter Generalmajor Carl Gustav Fleischer, die Deutschen anzugreifen. Diese hatten sich teilweise in den Bergen um Narvik verschanzt. Die im Stadtgebiet verbliebenen Truppen mussten nach zähen Gefechten am 28. Mai 1940 Narvik räumen. Es gelang ihnen, die wichtige Erzbahn gegen die Alliierten zu halten. Bereits am 10. Mai hatte das Deutsche Reich die Westoffensive gegen Frankreich eröffnet. Zur Verstärkung ihrer Streitkräfte in Frankreich wurden die alliierten Truppen aus Norwegen ab dem 24. Mai abgezogen – zu einem Zeitpunkt, als es wahrscheinlich nur noch eine Frage der Zeit war, bis die deutschen Truppen hätten kapitulieren müssen. Die deutsche Wehrmacht konnte Narvik deshalb am 8. Juni erneut besetzen.

## Filme
- Jens Becker, Ralf Daubitz (Regie): Krieg in der Arktis. Zweiteilige Filmdokumentation Deutschland (MDR), 2007, 52 Min. (Der erste Teil zeigt Planung und Umsetzung des Angriffs mit teilweise bislang unbekannten Archiv- und Privat-Filmaufnahmen und lässt Zeitzeugen berichten. Teil 2 (Verbrannte Erde) zeigt den Alltag an der arktischen Front und das weitere Schicksal finnischer und norwegischer Frauen, die deutsche Soldaten liebten.)
- Kampf um Norwegen – Feldzug 1940. Deutscher Propagandafilm 1940, Regie: Martin Rikli
- 9. April – Angriff auf Dänemark. Dänischer Kriegsfilm/Drama 2015, Regie: Roni Ezra
- The King’s Choice – Angriff auf Norwegen. Norwegischer Kriegsfilm – zeigt die norwegische Seite während des Angriffs. Regie: Erik Poppe
- Atlantic Crossing. Norwegische Dramaserie 2020. Regie: Alexander Eik
- Narvik. Norwegischer Kriegsfilm/Drama 2022. Regie: Erik Skjoldbjærg